# Coupe du monde féminine de volley-ball 1995
Navigation
Coupe du monde 1991 Coupe du monde 1999
La 7e Coupe du monde de volley-ball féminin 1995 a eu lieu au Japon du 3 au 17 novembre 1995.

## Formule de compétition
La Coupe du monde de volley-ball a regroupé 12 équipes. Elle se compose des champions de 5 continents (Asie, Amérique du Nord, Amérique du Sud, Afrique, Europe), des 5 vice-champions, du pays organisateur et de une équipe invitée ("wild card").
Les matches se sont disputés en Round Robin. Chaque équipe a rencontré les autres (au total, 11 matches par équipe).
Les 3 premières équipes se sont qualifiées pour les jeux olympiques d'Atlanta.

## Équipes présentes
- Japon : organisateur
- Cuba : champion d'Amérique du Nord
- Brésil : champion d'Amérique du Sud
- Kenya : champion d'Afrique
- Chine : champion d'Asie
- Pays-Bas : champion d'Europe
- États-Unis : vice-champion d'Amérique du Nord
- Pérou : vice-champion d'Amérique du Sud
- Croatie : vice-champion d'Europe
- Corée du Sud : vice-champion d'Asie
- Égypte : vice-champion d'Afrique
- Canada : wild card

## Déroulement de la compétition

### 1ertourdu3au5 novembre1995
- Tokyo :

- Matsumoto :

### 2etourdu7au9 novembre1995
- Fukuoka :

- Fukui :

### 3etourdu8au13 novembre2003
- Nagoya :

- Okazaki :

### 4etourdu15au17 novembre1995
- Osaka :

- Kōbe :

## Classement final
| No                 | Équipe       | Points | Matches | Matches | Points | Points | Points | Sets | Sets   | Sets  |
| No                 | Équipe       | Points | gagnés  | perdus  | pour   | contre | Ratio  | pour | contre | Ratio |
| ------------------ | ------------ | ------ | ------- | ------- | ------ | ------ | ------ | ---- | ------ | ----- |
| Médaille d'or      | Cuba         | 22     | 11      | 0       | 33     | 3      | 11.000 |      |        | 1.805 |
| Médaille d'argent  | Brésil       | 21     | 10      | 1       | 30     | 4      | 7.500  |      |        | 2.000 |
| Médaille de bronze | Chine        | 19     | 8       | 3       | 24     | 14     | 1.710  |      |        | 1.419 |
| 4                  | Croatie      | 18     | 7       | 4       | 27     | 15     | 1.800  |      |        | 1.234 |
| 5                  | Corée du Sud | 17     | 6       | 5       | 24     | 16     | 1.600  |      |        | 1.304 |
| 6                  | Japon        | 17     | 6       | 5       | 22     | 16     | 1.376  |      |        | 1.217 |
| 7                  | États-Unis   | 17     | 6       | 5       | 19     | 18     | 1.055  |      |        | 1.112 |
| 8                  | Pays-Bas     | 17     | 6       | 5       | 19     | 19     | 1.000  |      |        | 1.103 |
| 9                  | Canada       | 14     | 3       | 8       | 11     | 24     | 0.458  |      |        | 0.740 |
| 10                 | Pérou        | 13     | 2       | 9       | 7      | 27     | 0.259  |      |        | 0.514 |
| 11                 | Kenya        | 12     | 1       | 10      | 3      | 30     | 0.100  |      |        | 0.323 |
| 12                 | Égypte       | 11     | 0       | 11      | 0      | 33     | 0.000  |      |        | 0.259 |